# Tournay
Tournay är en kommun i departementet Hautes-Pyrénées i regionen Occitanien i sydvästra Frankrike. Kommunen ligger i kantonen Tournay som tillhör arrondissementet Tarbes. År 2022 hade Tournay 1 296 invånare.

## Befolkningsutveckling
Antalet invånare i kommunen Tournay
| Referens: INSEE |